# G-1 (ロケット)
G-1(R-4またはR-10)とは第二次世界大戦後にソビエト連邦でV2ロケットの開発に携わったドイツ人技術者達によってV2ロケットの発展型として開発が計画されたロケットである。

## 概要
第二次世界大戦後、V2ロケットの開発に携わった技術者達はアメリカとソビエトの東西両陣営に分かれ、それぞれの国で新型ロケットの開発に参加した。
ソビエト側のドイツ人技術者達は当初はドイツ国内でV2ロケットの復元作業に従事したが、1946年10月にドイツ人技術者達はトヴェリ州のセリゲル湖のグロドミリャ島等、複数の開発拠点へ当局の厳重な監視下でソビエトのロケット計画を支援する目的で収容される。(但し、待遇は同じ職位のソビエト人よりも高額だったとされる。)1947年5月22日に234人のドイツ人技術者達に射程600kmのロケット(G-1/R-10)の開発が指示された。開発作業はドイツ滞在時から着手されていたものの、未完成で、さらに、当時のソビエトの工業水準は1930年代のドイツの水準に相当したため障害になった。それにもかかわらず、。元共産党員の妻を持つヘルムート・グレトルップを首領とするドイツ人のチームはG-1という新型ロケットの1948年12月28日に草案となる設計書の作成を完了した。
G-1は大きさこそV2と同規模だったものの、推進剤のタンクが荷重を負担する応力外皮構造の採用により、構造体を軽量化して推進剤の搭載量を増やし、大気圏再突入時に弾頭を分離式にして、誘導、制御を地上から電波で行うようにして機載の誘導装置を可能な限り簡略化する仕様だった。推進剤のタンクに荷重を負担させるという概念自体は既に1920年代初頭にヘルマン・オーベルトが彼の著作でタンクに荷重を分担させるべきであると記していて、1941年にペーネミュンデを訪問時にも提言していたが、当時は軽量化よりも早期の実用化が優先されており、採用されなかった。エンジンの配置も大幅に変更され、推進剤を供給するターボポンプはV2ロケットとは異なり過酸化水素の不要な燃焼室からのガスで直接駆動するように改良された。新しい無線制御装置により、精度が向上した。速度は単に計測されただけでなく、無線で軌道を修正された。エンジンの推力を制御することで速度を調整する事は画期的で1955年にこの装置(RKS)は開発されたが、1957年にR-7大陸間弾道ミサイルに搭載されるまで実用に供されなかった。誘導装置も簡略化され、1自由度のジャイロスコープが備えられ、V2ではAskaniaという油圧式の操舵装置が搭載されていたが、G-1では空圧式に変更され、これにより付随装置も大幅に軽量化され、構造体の重量は3.17トンから1.87トンに大幅に軽量化され、弾頭重量は750kgから950kgへ増加して、尾翼は小型化され、機体は軽合金製になった。性能はセルゲイ・コロリョフのチームが開発していたR-2を凌駕したにもかかわらず、当時のソビエトの工業水準では早期の実用化は困難であるなどの理由により、R-2の開発が継続され、G-1の計画は中止された。先進的な誘導装置等の要素技術は後年、他のロケットに導入された。
ドイツ人技術者達はロケットのソビエトの国産化に貢献したが、同様にドイツ人技術者達がロケット開発に関与したアメリカやフランスとは異なり、ドイツ人の設計によるものは一つも生産されたものはなかった。1950年代にソ連の技術者が十分な経験を積むと、ドイツ人技術者は東ドイツに帰国させられた。